# Río Kuchurhan
El río Kuchurhán o Kuchurgán (en ucraniano: Кучурган (y ruso); en rumano: Cuciurgan; en alemán: Kutschurgan) es un río de Europa Oriental, un afluente del río Dniéster que comienza en la meseta de Podolia en Ucrania. Luego fluye en dirección SSE y forma la frontera entre la Transnistria, en Moldavia, y el óblast de Odesa, en Ucrania. Tiene 109 km de longitud y drena una cuenca de 2090 kilómetros cuadrados.
Una represa ha sido construida en el río al norte del Dniéster, formando el embalse de Cuciurgan. La localidad ucraniana de Kuchurján está localizada cerca del río, al norte del embalse, y es uno de los lugares en donde se puede pasar a Moldavia.